# Liste der Stolpersteine in Vechta
Diese Liste der Stolpersteine in Vechta enthält Stolpersteine, die im Rahmen des gleichnamigen Projekts von Gunter Demnig in Vechta verlegt wurden. Mit ihnen wird an die Vechtaer Opfer des Nationalsozialismus erinnert.

## Verlegte Stolpersteine
| Person         | Adresse             | Verlegedatum  | Inschrift                                                                                          | Bild |
| -------------- | ------------------- | ------------- | -------------------------------------------------------------------------------------------------- | --- |
| Adolf Gerson   | Füchteler Straße 22 | 10. Sep. 2009 | Hier wohnte Adolf Gerson Jg. 1885 gedemütigt/entrechtet Flucht 1939 Palästina überlebt             | Stolpersteine Familie Gerson |
| Irma Gerson    | Füchteler Straße 22 | 10. Sep. 2009 | Hier wohnte Irma Gerson Jg. 1905 gedemütigt/entrechtet Flucht 1939 Palästina überlebt              | Stolpersteine Familie Gerson |
| Julius Gerson  | Füchteler Straße 22 | 10. Sep. 2009 | Hier wohnte Julius Gerson Jg. 1929 gedemütigt/entrechtet Flucht 1939 Palästina überlebt            | Stolpersteine Familie Gerson |
| Ilse Gerson    | Füchteler Straße 22 | 10. Sep. 2009 | Hier wohnte Ilse Gerson Jg. 1931 gedemütigt/entrechtet Flucht 1939 Palästina überlebt              | Stolpersteine Familie Gerson |
| Egon Gerson    | Füchteler Straße 22 | 10. Sep. 2009 | Hier wohnte Egon Gerson Jg. 1932 gedemütigt/entrechtet Flucht 1939 Palästina überlebt              | Stolpersteine Familie Gerson |
| Manfred Gerson | Füchteler Straße 22 | 10. Sep. 2009 | Hier wohnte Manfred Gerson Jg. 1934 gedemütigt/entrechtet Flucht 1939 Palästina überlebt           | Stolpersteine Familie Gerson |
| Emanuel Gerson | Klingenhagen 16     | 10. Sep. 2009 | Hier wohnte Emanuel Gerson Jg. 1883 verhaftet Flucht in den Tod 21.6.1940 Polizeigefängnis Hamburg | Bild gesucht Die Wikipedia wünscht sich an dieser Stelle ein Bild vom Ort mit diesen Koordinaten 52.72987 8.28971 . Motiv: Stolpersteine für die Familie Gerson im Klingenhagen 16 Falls du dabei helfen möchtest, erklärt die Anleitung , wie das geht. BW     |
| Sofie Gerson   | Klingenhagen 16     | 10. Sep. 2009 | Hier wohnte Sofie Gerson Jg. 1887 tot 12.1.1934                                                    | Bild gesucht Die Wikipedia wünscht sich an dieser Stelle ein Bild vom Ort mit diesen Koordinaten 52.72987 8.28971 . Motiv: Stolpersteine für die Familie Gerson im Klingenhagen 16 Falls du dabei helfen möchtest, erklärt die Anleitung , wie das geht. BW     |
| Lisa Gerson    | Klingenhagen 16     | 10. Sep. 2009 | Hier wohnte Lisa Gerson Verh. Silbiger Jg. 1913 deportiert 1941 Minsk ermordet                     | Bild gesucht Die Wikipedia wünscht sich an dieser Stelle ein Bild vom Ort mit diesen Koordinaten 52.72987 8.28971 . Motiv: Stolpersteine für die Familie Gerson im Klingenhagen 16 Falls du dabei helfen möchtest, erklärt die Anleitung , wie das geht. BW     |
| Rosel Gerson   | Klingenhagen 16     | 10. Sep. 2009 | Hier wohnte Rosel Gerson Verh. Levy Jg. 1923 deportiert 1941 Riga ermordet                         | Bild gesucht Die Wikipedia wünscht sich an dieser Stelle ein Bild vom Ort mit diesen Koordinaten 52.72987 8.28971 . Motiv: Stolpersteine für die Familie Gerson im Klingenhagen 16 Falls du dabei helfen möchtest, erklärt die Anleitung , wie das geht. BW     |
| Jutta Gerson   | Klingenhagen 16     | 10. Sep. 2009 | Hier wohnte Jutta Gerson Jg. 1928 deportiert 1941 Minsk ermordet                                   | Bild gesucht Die Wikipedia wünscht sich an dieser Stelle ein Bild vom Ort mit diesen Koordinaten 52.72987 8.28971 . Motiv: Stolpersteine für die Familie Gerson im Klingenhagen 16 Falls du dabei helfen möchtest, erklärt die Anleitung , wie das geht. BW     |
| Johanna Bloch  | Große Straße 71     | 9. Nov. 2010  | Hier wohnte Johanna Bloch Jg. 1866 tot 26.12.1936                                                  | Bild gesucht Die Wikipedia wünscht sich an dieser Stelle ein Bild vom Ort mit diesen Koordinaten 52.72899 8.28629 . Motiv: Stolpersteine für die Familie Bloch in der Großen Straße 71 Falls du dabei helfen möchtest, erklärt die Anleitung , wie das geht. BW |
| Sara Bloch     | Große Straße 71     | 9. Nov. 2010  | Hier wohnte Sara Bloch Jg. 1877 deportiert 1941 Minsk ermordet                                     | Bild gesucht Die Wikipedia wünscht sich an dieser Stelle ein Bild vom Ort mit diesen Koordinaten 52.72899 8.28629 . Motiv: Stolpersteine für die Familie Bloch in der Großen Straße 71 Falls du dabei helfen möchtest, erklärt die Anleitung , wie das geht. BW |
| Helene Bloch   | Große Straße 71     | 9. Nov. 2010  | Hier wohnte Helene Bloch Jg. 1879 deportiert 1941 Minsk ermordet                                   | Bild gesucht Die Wikipedia wünscht sich an dieser Stelle ein Bild vom Ort mit diesen Koordinaten 52.72899 8.28629 . Motiv: Stolpersteine für die Familie Bloch in der Großen Straße 71 Falls du dabei helfen möchtest, erklärt die Anleitung , wie das geht. BW |
| Meta Bloch     | Große Straße 71     | 9. Nov. 2010  | Hier wohnte Meta Bloch Jg. 1881 deportiert 1941 Minsk ermordet                                     | Bild gesucht Die Wikipedia wünscht sich an dieser Stelle ein Bild vom Ort mit diesen Koordinaten 52.72899 8.28629 . Motiv: Stolpersteine für die Familie Bloch in der Großen Straße 71 Falls du dabei helfen möchtest, erklärt die Anleitung , wie das geht. BW |
| Dora Bloch     | Große Straße 71     | 9. Nov. 2010  | Hier wohnte Dora Bloch Jg. 1884 deportiert 1941 Minsk ermordet                                     | Bild gesucht Die Wikipedia wünscht sich an dieser Stelle ein Bild vom Ort mit diesen Koordinaten 52.72899 8.28629 . Motiv: Stolpersteine für die Familie Bloch in der Großen Straße 71 Falls du dabei helfen möchtest, erklärt die Anleitung , wie das geht. BW |
| Max Marx       | Juttastraße 5       | 11. März 2011 | Hier wohnte Max Marx Jg. 1884 deportiert 1943 Auschwitz ermordet                                   | Bild gesucht Die Wikipedia wünscht sich an dieser Stelle ein Bild vom Ort mit diesen Koordinaten 52.72923 8.28802 . Motiv: Stolpersteine für die Familie Marx in der Juttastraße 5 Falls du dabei helfen möchtest, erklärt die Anleitung , wie das geht. BW     |
| Rosa Marx      | Juttastraße 5       | 11. März 2011 | Hier wohnte Rosa Marx Geb. Cussel Jg. 1884 deportiert 1943 Auschwitz ermordet                      | Bild gesucht Die Wikipedia wünscht sich an dieser Stelle ein Bild vom Ort mit diesen Koordinaten 52.72923 8.28802 . Motiv: Stolpersteine für die Familie Marx in der Juttastraße 5 Falls du dabei helfen möchtest, erklärt die Anleitung , wie das geht. BW     |
| Erna Marx      | Juttastraße 5       | 11. März 2011 | Hier wohnte Erna Marx Jg. 1920 deportiert 1941 Minsk ermordet                                      | Bild gesucht Die Wikipedia wünscht sich an dieser Stelle ein Bild vom Ort mit diesen Koordinaten 52.72923 8.28802 . Motiv: Stolpersteine für die Familie Marx in der Juttastraße 5 Falls du dabei helfen möchtest, erklärt die Anleitung , wie das geht. BW     |
| Hilde Cauveren | Juttastraße 5       | 11. März 2011 | Hier wohnte Hilde Cauveren Geb. Marx Jg. 1913 deportiert 1943 Auschwitz ermordet                   | Bild gesucht Die Wikipedia wünscht sich an dieser Stelle ein Bild vom Ort mit diesen Koordinaten 52.72923 8.28802 . Motiv: Stolpersteine für die Familie Marx in der Juttastraße 5 Falls du dabei helfen möchtest, erklärt die Anleitung , wie das geht. BW     |
| Walter Marx    | Juttastraße 5       | 11. März 2011 | Hier wohnte Walter Marx Jg. 1912 Flucht USA überlebt                                               | Bild gesucht Die Wikipedia wünscht sich an dieser Stelle ein Bild vom Ort mit diesen Koordinaten 52.72923 8.28802 . Motiv: Stolpersteine für die Familie Marx in der Juttastraße 5 Falls du dabei helfen möchtest, erklärt die Anleitung , wie das geht. BW     |